# Pier Angelo Boffi
Pier Angelo Boffi (Lugano, 26 febbraio 1946 – Lugano, 27 novembre 2015) è stato un calciatore svizzero.

## Caratteristiche tecniche
Di base difensore, era un giocatore polivalente, che poteva essere schierato come terzino, ma anche come mediano o ala destra.

## Carriera

### Club
Formatosi calcisticamente nelle file del Rapid Lugano, "Pier" Boffi ha militato per gran parte della propria carriera nel Lugano e nel Chiasso (squadra in cui si ritirò), con parentesi al Blue Stars Zurigo e allo Young Boys. Ha giocato 88 partite in prima serie svizzera, mettendo a segno quattro reti, e vanta una presenza in Coppa UEFA.

### Nazionale
Dal 1970 al 1973 Boffi ottenne dieci convocazioni in nazionale maggiore (con un goal messo a segno); si distinse in particolare nella gara d'esordio, un'amichevole contro l'Italia il 17 ottobre 1970, per l'efficace azione difensiva a danno di Gigi Riva.